# Bernd Göbel (Fußballspieler)
Bernd Göbel (* 17. Juli 1952) ist ein ehemaliger deutscher Fußballspieler.

## Werdegang
Der Mittelfeldspieler Bernd Göbel begann seine Karriere beim Regionalligisten SSV Jahn Regensburg, mit dem er 1974 in die Bayernliga abstieg. Göbel wechselte daraufhin zum FV Würzburg 04, mit dem er zwei Jahre später in die 2. Bundesliga aufstieg. Er gab sein Zweitligadebüt am 14. August 1976 bei der 1:2-Niederlage der Würzburger gegen den FC Bayern Hof. Nach zwei Jahren in Würzburg wechselte Göbel zum westfälischen Oberligisten TuS Schloß Neuhaus aus Paderborn. Mit Schloß Neuhaus wurde Göbel 1979 Vizemeister hinter dem SC Herford, bevor Göbel nach Würzburg zurückkehrte und ein Jahr später aus der 2. Bundesliga abstieg. Später kehrte Göbel noch einmal zum TuS Schloß Neuhaus zurück und stieg 1982 mit seiner Mannschaft in die 2. Bundesliga auf. Am Saisonende verließ Göbel Schloß Neuhaus mit unbekanntem Ziel.
Bernd Göbel absolvierte 96 Zweitligaspiele und erzielte dabei fünf Tore. Alle diese Spiele machte er für Würzburg. Dazu kommen 16 Regionalligaspiele ohne Torerfolg für Regensburg.